# Alta Guinea

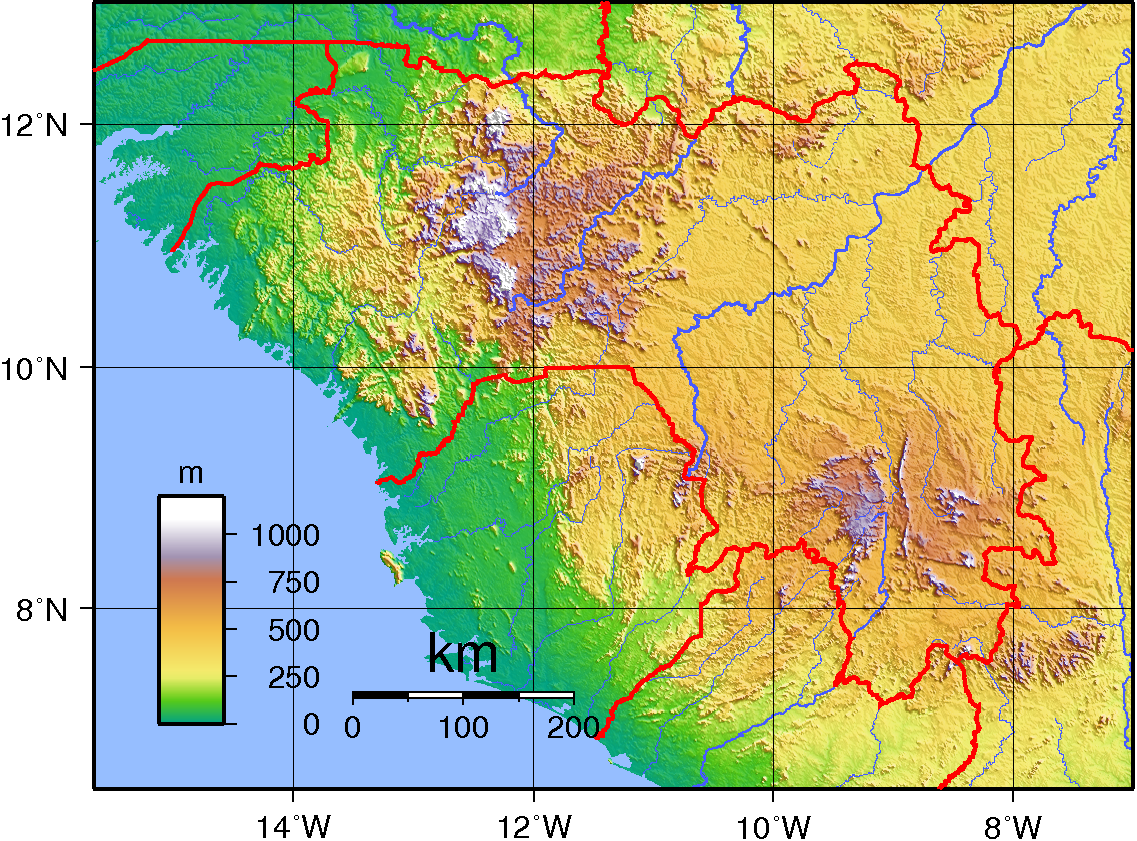
Carta della Guinea. L'Alta Guinea è l'area compresa tra le due regioni montuose qui indicate.

L'Alta Guinea (in francese Haute-Guinée) è una delle quattro regioni non ufficiali in cui viene suddivisa la Guinea. Comprende la parte orientale del Paese ed è costituita prevalentemente da savane. Corrisponde approssimativamente alle regioni ufficiali di Faranah e di Kankan.
Il gruppo etnico prevalente nella regione è quello dei Malinké. La loro lingua è la lingua ufficiale dell'Alta Guinea, poiché era già la lingua comune parlata nell'impero di Samory Turé nel XIX secolo. L'Alta Guinea era infatti il centro di questo impero.